# Joyce Nizzari
Joyce Nizzari (nacida el 20 de mayo de 1940 en El Bronx, Nueva York) es una modelo, bailarina, y actriz estadounidense. Fue Playmate del Mes de la revista Playboy para su número de diciembre de 1958. Fue fotografiada por Bunny Yeager. Es de ascendencia italiana.

## Carrera de modelo
Yeager descubrió a Nizzari en Miami cuando ella tenía 15 años, pero solo realizó sesiones fotográficos en bikini hasta que Joyce cumplió los 18. En agosto de 1957, Nizzari ganó la copa otorgada por la Asociación de Fotógrafos de Florida. Fue escogida reina de la convención anual. 
Salió con Hugh Hefner durante unos años después de su aparición como Playmate, y trabajó como una Conejita en el primer Club Playboyen Chicago. A finales de la década de los 90, Joyce regresó a Playboy fa tiempo completo como una de las asistentes de Hefner en la Mansión Playboy.

## Actriz
Nizzari aparece en dos películas protagonizadas por Frank Sinatra. Son A Hole In The Head (1959) y Come Blow Your Horn (1963). En la última, una película de Paramount Pictures, interpretó a una bailarina interpretativa llamada Nieve. La película estaba coprotagonizada por Barbara Rush, Lee J. Cobb, y Jill St. John. Cuando firmó para actuar en Come Blow Your Horn, Nizzari había acabado de completar un show de baile de Barry Ashton, Chips Off The Old Block, en el Statler Hilton in Los Ángeles, California. También interpretó un pequeño papel en la comedia de payasadas La carrera del siglo protagonizada por Jack Lemmon y Tony Curtis.

## Matrimonio
Nizzari estuvo casada con el actor Jack Hogan.

## Filmografía
- Green Acres, serie de televisión - episodio "Eb Discovers the Birds and the Bees" (1966) .... Chica del cigarrillo
- Petticoat Junction, serie de televisión - episodio "The Windfall" (1966) .... Chica del guardarropa
- The Beverly Hillbillies, serie de televisión
  - "Brewster's Baby" (1966) .... Kitty Kat Showgirl
  - "Clampett's Millions" (1965) .... Mabel Slocum
  - "Double Naught Jethro" (1965) .... Mabel Slocum
- La carrera del siglo (1965) (no acreditada) .... Mujer del Oeste
- Burke's Law, serie de televisión
  - "Who Killed the Grand Piano?" (1965) .... Conejita #2, 'Tammy'
  - "Who Killed Hamlet?" (1965) .... Primera chica en el bar
  - "Who Killed Molly?" (1964) .... Molly Baker
- Pajama Party (1964) .... Chica en pijama
- Siete días de mayo (1964) (no acreditada)
- The Candidate (1964) .... Chica de la fiesta
- Gallardo y calavera (1963) .... Nieve Eskanazi
- Playboy's Penthouse - Episodio del 24 de octubre de 1959 (1959)
- A Hole in the Head (1959) .... Alice (secretaria de Jerry)
- The Wild Women of Wongo (1958) .... Mujer de Wongo